# Maria Ruanova
María Ruanova, née le 3 juillet 1912, à San Juan, en Argentine, morte le 5 juin 1976, à Buenos Aires, est une danseuse, chorégraphe, pédagogue et maître de ballet argentine connue pour ses performances au Théâtre Colón et sur la scène internationale. Elle est considérée comme la première danseuse de ballet argentine à obtenir une renommée internationale.

## Biographie
Ses parents, Emilio Ruanova et Mercedes Maury, ont eu trois autres enfants, Merceditas, Angelita et Matilde. María est la plus jeune. Ils se sont rencontrés à Barcelone mais émigrent en Argentine. Ils vivent à Merlo avant sa naissance. Elle naît dans la province de San Juan le 3 juillet 1912. Ses parents retournent à Buenos Aires en 1918, après avoir déménagé à La Rioja quelques années. À Buenos Aires, Maria Ruanova tombe gravement malade, à la suite de problèmes bronchiques. Les médecins lui recommandent des exercices physiques pour améliorer son état. Elle commence la danse.
Avec deux de ses sœurs, elle s'initie à la danse sous la direction de la ballerine russe María Oleneva lors d'un cours gratuit de danse classique au Théâtre Colón en 1924,. Elle rejoint ensuite le ballet Siluetas d'Adolph Bolm. Elle et ses sœurs obtiennent un poste au Théâtre Colón l'année suivante. Ruanova est d'abord soliste puis, en 1932, première ballerine,. Elle côtoie des danseurs et pédagogues  comme Bronislava Nijinska, Boris Romanoff, Elena Smirnova, Michel Fokine, [Antonia Mercé] et Serge Lifar,,, et obtient un rôle dans le ballet Pájaro de Fuego de Fokine comme première ballerine.
En 1936, elle est invitée à jouer comme première ballerine avec les Ballets russes de Monte-Carlo de René Blum. Son succès en France la conduise à d'autres représentations internationales à Londres, au Cap, à Pretoria, à Durban, à Johannesbourg, à Glasgow, à Manchester et à Paris. Elle danse dans El Amor Brujo, Cascanueces, Carnaval, El Espectro de la Rosa, Petrouschka, Anitra, Sílfides. Elle est aussi filmé dans Don Juan.
Elle se produit en première mondiale dans Concierto de Mozart en 1942, une chorégraphie de George Balanchine, au Théâtre Colón,,. Elle est engagée par le Ballet del Marqués de Cuevas en 1957, à la tête de la danse classique et comme maître de l'opéra. Elle fait le tour de l'Europe avec cette compagnie,. Elle  devient directrice de ballet à la SODRE de 1964 à 1967,, et au Théâtre Colón de 1968 à 1972. Elle meurt en 1976.